# Wings
|  | For den oscarvindende film af samme navn, se Wings (film) |
Wings var en britisk rockgruppe 1971-80, dannet af Paul McCartney med Linda McCartney (1941-98), keyboard og sang, og den tidligere Moody Blues-guitarist og -sanger Denny Laine (f. 1944) som de øvrige gennemgående medlemmer. Efter at The Beatles ikke havde optrådt live siden 1966, ønskede Paul McCartney på ny at arbejde og give koncerter med et band. Wings debuterede på små collegescener, men efter bl.a. udsendelse af albummene Band on the Run (1973) og Venus And Mars (1975) turnerede gruppen over hele verden; liveoptagelser herfra er samlet på tripelalbummet Wings Over America (1976).
I 1977 fik bandet sin eneste nummer 1-singler i Storbritannien med "Mull of Kintyre", der blev en af de bedst sælgende singler nogensinde i Storbritannien.
Gruppens sidste album blev udgivet i i 1979 under navnet Back to the Egg. Dele af sangen var optaget på Lympne Castle i Kent.

## Medlemmer

### Members
- Paul McCartney – forsanger, bas, klaver, keyboard, trommer (1971–1981)
- Linda McCartney – keyboards, klaver, percussion, vokal (1971–1981; died 1998)
- Denny Laine – guitar, bass, klaver, vokal (1971–1981)
- Denny Seiwell – trommer, percussion (1971–1973)
- Henry McCullough – guitar, baggrundsvokal (1972–1973; died 2016)
- Jimmy McCulloch – guitar, vokal, bas (1974–1977; died 1979)
- Geoff Britton – trommer, percussion (1974–1975)
- Joe English – drums, percussion, vokal (1975–1977)
- Laurence Juber – guitar, baggrundsvokal (1978–1981)
- Steve Holley – trommer, percussion, baggrundsvokal (1978–1981)

## Diskografi
- Wild Life (1971)
- Red Rose Speedway (1973)
- Band on the Run (1973)
- Venus and Mars (1975)
- Wings at the Speed of Sound (1976)
- London Town (1978)
- Back to the Egg (1979)